# Vetrne elektrarne v NEP 2030
Ministrstvo za gospodarstvo Republike Slovenije je v Nacionalnem energetskem programu (NEP) 2030 predvidelo 14 območij po vsej Sloveniji, ki so namenjena gradnji vetrnih elektrarn.
Lokacije namenjene za izkoriščanje vetrne energije v Sloveniji je v študiji Celovit pregled potencialno ustreznih območij za izkoriščanje vetrne energije spomladi leta 2011 določilo podjetje Aquarius d.o.o..
NEP predvideva, da bo do leta 2030 v Sloveniji zgrajenih za 295 MW vetrnih elektrarn. To pomeni 347 vetrnic kakršne so bile načrtovane na Volovji rebri (premer rotorja 52 m) oz. 147 vetrnic kakršno so leta 2010 začeli graditi pri Dolenji vasi (premer rotorja 71 m).

## Seznam vetrnih elektrarn v NEP 2030
- 1 - Porezen
- 2 - Rogatec - Črnivec - Ojstri vrh
- 3 - Špitalič - Trojane - Motnik
- 4 - Knezdol - Mrzlica
- 5 - Golte
- 6 - Črni vrh - Zaloška planina
- 7 - Slivniško Pohorje
- 8 - Velika gora
- 9 - Novokrajski vrhi
- 10 - Hrpelje - Slope
- 11 - Senožeška brda - Vremščica - Čebulovica - Selivec
- 12 - Grgar - Trnovo
- 13 - Banjšice - Lokovec
- 14 - Avče